# Исаков, Евгений Валерьевич
Евгений Валерьевич Исаков — гвардии рядовой Вооружённых Сил Российской Федерации, участник антитеррористических операций в период Второй чеченской войны, погиб при исполнении служебных обязанностей во время боя 6-й роты 104-го гвардейского воздушно-десантного полка у высоты 776 в Шатойском районе Чечни.

## Биография
Евгений Валерьевич Исаков родился 8 февраля 1977 года в городе Чебаркуле Челябинской области. С 1980 года вместе с матерью жил в городе Холме Новгородской области. Окончил девять классов средней школы, Исаков поступил в Холмское профессионально-техническое училище. 14 июня 1995 года он был призван на службу в Военно-морской флот Российской Федерации Холмским районным военным комиссариатом Новгородской области. Служил в частях морской пехоты на Северном флоте. Демобилизовавшись, вернулся в Холм. 9 ноября 1999 года Исаков поступил на контрактную службу в Вооружённые Силы Российской Федерации и был направлен для дальнейшего прохождения службы в 6-ю роту 104-го гвардейского воздушно-десантного полка.
С началом Второй чеченской войны в составе своего подразделения гвардии младший сержант Евгений Исаков был направлен в Чеченскую Республику. Принимал активное участие в боевых операциях. С конца февраля 2000 года его рота дислоцировалась в районе населённого пункта Улус-Керт Шатойского района Чечни, на высоте под кодовым обозначение 776, расположенной около Аргунского ущелья. 29 февраля — 1 марта 2000 года десантники приняли здесь бой против многократно превосходящих сил сепаратистов — против всего 90 военнослужащих федеральных войск, по разным оценкам, действовало от 700 до 2500 боевиков, прорывавшихся из окружения после битвы за райцентр — город Шатой. Вместе со всеми своими товарищами он отражал ожесточённые атаки боевиков Хаттаба и Шамиля Басаева, не дав им прорвать занимаемые ротой рубежи. В том бою Исаков сумел грамотно организовать оборону вверенного ему отделения, что позволило длительное время удерживать боевиков. В разгар сражения он получил ранения в живот и в ногу, но не оставил своего поста, продолжая вести огонь, даже когда остался один из всех отделения. Погиб от близкого разрыва мины. Погибли также ещё 83 его сослуживца.
Похоронен на городское кладбище в городе Холме Новгородской области.
Указом Президента Российской Федерации гвардии младший сержант Евгений Валерьевич Исаков посмертно был удостоен ордена Мужества.

## Память
- В честь Исакова названа одна из улиц в городе Холме.
- На улице Октябрьской в Холме установлен бюст Исакова[4].
- Мемориальная доска в память об Исакове установлена на здании средней школы, где он учился.
- Подвигу Исакова посвящён Уголок Памяти в Холмском музее.
- В память об Исакове регулярно проводятся памятные мероприятия и спортивные состязания.